# Elionor de Bohun
Elionor de Bohun (anglès: Eleanor de Bohun)  (1366 (Gregorià) - 3 d'octubre de 1399 (Gregorià)), sent la primogènita de les tres filles d'Humphrey de Bohun, comte de Hereford, Essex i Northampton —besnet del rei Eduard I d'Anglaterra per línia del seu pare—, i de Juana Fitzalan —rebesneta del rei Enric III d'Anglaterra per línia de la seva mare Elionor de Lancaster.
A la mort del seu pare (16 de gener 1372), els immensos estats de la família de Bohun són dividits entre Elionor i la seva germana menor Maria —la segona filla, Isabel, havia mort en la infantesa en 1369.
Es va casar en 1374 amb Tomàs de Woodstock, cinquè fill del rei Eduard III d'Anglaterra, que usa el títol de comte d'Essex pel dret de la seva dona.
Assassinat el seu espòs, possiblement per ordres del rei Ricard II d'Anglaterra (8 de setembre 1397), Elionor decideix ordenar-se de religiosa, morint com a abadessa de l'abadia de Barking, el 3 d'octubre de 1399, als 33 anys.